# Madonna Incaldana

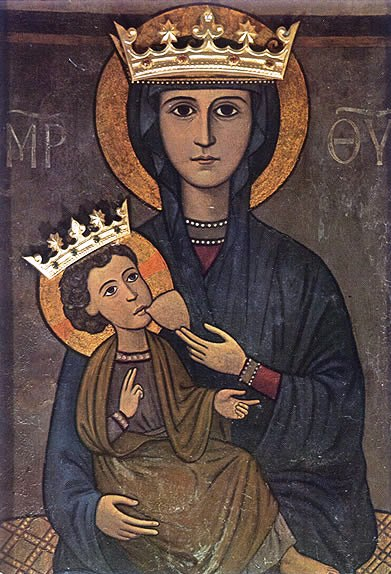
Madonna Incaldana

De Madonna Incaldana is een 14e-eeuws schilderij dat een verering kent in de Zuid-Italiaanse gemeente Mondragone, in de regio Campanië. De kerk waarin het schilderij zich bevindt, is de basiliek Santuario di Maria Santissima Incaldana. 
Het schilderij is op hout geschilderd. De Madonna Incaldana heeft Byzantijnse trekken alhoewel er geen relatie is met Byzantijnse kunstenaars. Elk jaar op Paasmaandag wordt een kopie van het schilderij in processie gedragen vanaf het kerkje Belvedere, nabij Mondragone op de berg Petrino, langs de Santa Maria Incaldanaweg (ooit deel van de Romeinse Via Appia) tot in de basiliek in Mondragone. In de processie worden figuren uit de Bijbel uitgebeeld.

## Namen
- Madonna del Belvedere. Tijdens de Middeleeuwen hing het schilderij in het Benedictijnenklooster Belvedere nabij Mondragone.
- La Prodigiosa of de Wonderbaarlijke. Rond het schilderij ontstond al snel een cultus met mirakels. Deze naam is terug te vinden in de oudste geschriften.
- Madonna Incaldana. Na de Middeleeuwen hing het schilderij tijdelijk in een kapel aan de warmwaterbronnen in Mondragone. In caldana betekent letterlijk in de warmwaterbron.

## Historiek
De schilder van de Madonna Incaldana is onbekend. Nochtans gaan kunsthistorici ervan uit dat de kunstenaar te zoeken is in het milieu van de Benedictijnen. Deze monniken betrokken destijds, sinds de jaren 1200, een klooster op de berg Petrino, genaamd Belvedere. Rond dit schilderij (14e eeuw) organiseerden de monniken een verering door de wonderen die erover verteld werden. Na Ottomaanse aanvallen op het klooster (16e eeuw) verlieten de Benedictijnen de ruïnes. 
De Karmelieten namen hun plaats in, vanaf 1569. Zij werden geconfronteerd met een ruzie tussen de steden Mondragone en Sessa Aurunca. Beide steden eisten de Madonna del Belvedere voor zich op. Volgens de legende plaatsten de Karmelieten het schilderij op een ossenwagen. De ossenwagen werd de vrije loop gegeven. De ossenwagen nam de weg naar Mondragone en stopte aan een veld waar warmwaterbronnen lagen. Hier werd een kapelletje gebouwd en het schilderij tijdelijk opgehangen. De naam werd voortaan Madonna Incaldana met pelgrims die trokken naar de warmwaterbronnen.
Nadien liet de familie Carafa de Madonna Incaldana overbrengen naar de kerk van Mondragone. Op de plek van de warmwaterbronnen bleef een kruis bestaan tot de Tweede Wereldoorlog. Inwoners aanbaden de Madonna Incaldana voor bescherming tegen hongersnood, pest, storm op zee en ander onheil. De verering kende een hoogtepunt tijdens de pestepidemie in Napels van 1656. Ook tijdens de stortregens van 1791 stroomden de pelgrims toe; dezen riepen luid toen een kleine zonnestraal op de kerk scheen, de regen stopte en de boeren terug naar het land konden keren.
De verering kreeg haar officiële erkenning in het jaar 1776. Paus Pius VI schonk elke pelgrim die de kerk binnen ging een volledige aflaat.
Kardinaal-camerlengo Sebastiano Baggio verhief de kerk tot basilica minor in 1990 omwille van de verering rond de Madonna Incaldana.